# Hasselt
Hasselt je město v Belgii. Je správním centrem provincie Limburk ve Vlámském regionu. Nachází se mezi oblastmi Kempen a Haspengouw v euroregionu Máza-Rýn ve vzdálenosti přibližně 75 km od Bruselu. Městem protéká řeka Demer a prochází jím Albertův kanál.
Dne 1. ledna 2015 žilo v Hasseltu 74 694 obyvatel. Rozloha města činí 102,24 km² a hustota zalidnění je 731 obyvatel na km².

## Historie

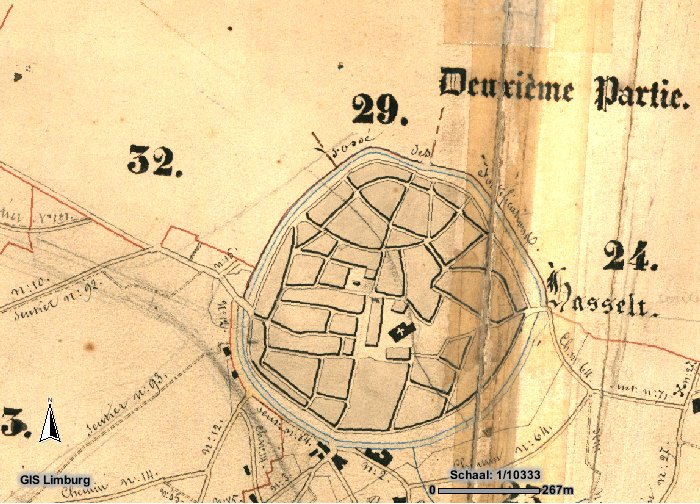
Hasselt roku 1841

Hasselt byl založen v 7. století na Helbeeku, přítoku řeky Demer.
Název města pochází ze slova Hasaluth, které znamená lískový háj.
Hasselt byl jedním z větších měst hrabství Loon, jehož hranice se přibližně shodovaly s hranicemi dnešní belgické provincie Limburk.
Roku 1165 město získalo svůj název a posléze mu byla udělena městská listina.
Statut města oficiálně potvrdil roku 1232 hrabě Arnold IV.
Hasselt měl výhodnou polohu – nacházel se na křižovatce obchodních cest a zároveň v blízkosti hraběcího hradu a nedaleko opatství Herkenrode v Kuringenu.
Díky tomu se kolem roku 1200 stal hlavním městem hrabství (do té doby jím byl Borgloon) a nejdůležitějším obchodním centrem v okolí.
Roku 1366 bylo hrabství Loon připojeno k biskupství Lutych, které bylo po politické stránce knížectvím.
Roku 1794 bylo knížectví anektováno Francií a stalo se součástí departementu Meuse-Inférieure.
Jako hlavní město departementu byl určen Maastricht a Hasselt byl jednou ze tří podprefektur.
V letech 1815–1830 Belgie patřila ke Spojenému království nizozemskému a území bývalého hrabství Loon bylo součástí provincie Limburk. Název Loon se přestal používat.
Roku 1830 získala Belgie nezávislost na Nizozemsku a roku 1839, kdy byly definitivně stanoveny hranice mezi oběma státy, se stal Hasselt hlavním městem belgické provincie Limburk.
Po ekonomické stránce Hasseltu pomohlo vybudování Albertova kanálu v letech 1930–1939, které bylo důležitým impulsem k rozvoji průmyslu ve městě.
Roku 1967 byla belgická provincie Limburk vyjmuta z diecéze Lutych a Hasselt se stal sídlem diecéze Hasselt.

## Turistické atrakce
- Náměstí Grote Markt
- Sint-Quintinuskathedraal – Katedrála sv. Kvintina
- Opatství Herkenrode
- Japanse Tuin – Japonská zahrada
- Nationaal Jenevermuseum – Národní muzeum jeneveru (tradiční jalovcové pálenky)

## Doprava
Hasselt je dopravním uzlem, ve kterém se sbíhají důležité dopravní tepny.
Má dobré železniční spojení s Lutychem, Genkem, Antverpami, Lovaní a Bruselem.
Z hlediska silniční dopravy je nejdůležitější silnice E313, která spojuje Antverpy a Lutych.
Hasselt má dva silniční okruhy.
Velký okruh slouží k průjezdu městem a malý okruh, označovaný jako Zelený bulvár (Groene Boulevard), slouží k omezení počtu aut v centru města, které je z velké části pěší zónou.

## Partnerská města
- Detmold, Německo, 1976
- Itami, Japonsko, 1985
- Mountain View, Kalifornie, USA, 1987
- Sittard, Nizozemsko, 1980

## Vývoj počtu obyvatel
- Zdroj:NIS. Poznámka: údaje z let 1806 až 1970 včetně jsou výsledky sčítání lidu z 31. prosince; od roku 1977 se uvedený počet obyvatel vztahuje k 1. lednu
- 1977: připojení obcí Kermt, Kuringen, Sint-Lambrechts-Herk, Stevoort a Wimmertingen (+62,33 km² a 22 309 obyvatel)